# San Sebastiano da Po
San Sebastiano da Po és un comune (municipi) de la ciutat metropolitana de Torí, a la regió italiana del Piemont, situat a uns 25 quilòmetres al nord-est de Torí. A 1 de gener de 2019 la seva població era de 1.936 habitants.
San Sebastiano da Po limita amb els següents municipis: Casalborgone, Chivasso, Verolengo, Castagneto Po i Lauriano.